# Un fils (Maupassant)
Pour les articles homonymes, voir Un fils.
Un fils est une nouvelle de Guy de Maupassant, parue en 1882.

## Historique
Un fils est initialement publiée dans la revue Gil Blas du 12 avril 1882, puis dans le recueil Contes de la bécasse en 1883.  
Cette nouvelle est un peu autobiographique, Guy de Maupassant n'ayant jamais reconnu les trois enfants qu'il a eus de Joséphine Litzelmann.  

## Résumé
Deux hommes âgés se promènent au printemps dans un jardin fleuri. Le pollen s’envole. L'un d'eux fait un parallèle entre la germination et les nombreux bâtards que l’autre aurait eus. Ce dernier estime qu’il a eu des rapports intimes avec deux ou trois cents femmes, et qu’à ce titre, il a le droit de penser qu’il peut avoir des descendants qu'il ne connaît pas.
Cela lui ravive une douleur sur une vieille affaire.
Il avait vingt-cinq ans et faisait un voyage à pied avec un ami en Bretagne. Arrivés à Pont-L'Abbé, son ami malade doit rester alité à l’auberge. La servante qui ne parle pas français, mais seulement breton, est jeune et belle. Un soir, il la viole : "mais dès qu'elle fut chez moi le désir de la posséder m’envahit. Ce fut une lutte longue et silencieuse, une lutte corps à corps, à la façon des athletes , avec les bras tendus, crispés, la respiration essoufflée, la peau mouillée de sueur". Peu après, il quitte la ville et oublie la demoiselle.
Trente ans plus tard, de passage à Pont-Labbé, il couche dans la même auberge et raconte à l'aubergiste qu'il a déjà séjourné dans l'établissement et, sans éveiller les soupçons, il demande ce qu’est devenue la servante. Elle est morte en couches, lui répond-il et, là-bas, c’est son fils que l’on a gardé par pitié, car il ne vaut pas grand-chose !
Affolé, le voyageur consulte les registres de naissance et constate que cet homme est né huit mois et vingt jours après son passage. C'est son fils. L’homme est une brute épaisse, il boite, ne parle que le breton, il est idiot. On l'emploie à vider le fumier de l’écurie et, visiblement, c’est le maximum qu'il puisse faire.
Par charité, le voyageur lui donne une pièce de cent sous. L’homme va au cabaret s'enivrer et assomme à coups de pioche un cheval. L'aubergiste le prie de ne plus lui donner d’argent pour son bien : « Lui donner de l’argent c’est vouloir sa mort. » Le voyageur se sent coupable d’avoir tué la mère et laissé le fils devenir un crétin.
Son ami a une autre conclusion : « C’est bon vraiment d’avoir vingt-cinq ans, et même de faire des enfants comme ça. »

## Personnages
Dans cette nouvelle, il y a cinq personnages dont Maupassant parle :
- Le sénateur (vieux)
- L'homme de l'académie française (vieux et conte son histoire dans laquelle il a 25 ans)
- L'aubergiste
- La servante de l'auberge (Jeanne Kerradec, 18 ans)
- Le fils bâtard

Maupassant n'a pas fait de description morale et physique poussée de ses personnages pour que l'histoire soit courte et aille droit au but, car c'est une nouvelle.
Maupassant décrit la servante (Jeanne) comme jeune, blonde, belle et ayant de belles dents. Il décrit aussi le bâtard comme un ivrogne et un boiteux.

## Extrait
L’aubergiste : « Tout ce que vous ferez pour lui, monsieur, ne servira qu’à le perdre. Il faut le tenir comme un prisonnier. Sitôt qu’il a du temps ou du bien-être, il devient malfaisant. Si vous voulez faire du bien, ça ne manque pas, allez, les enfants abandonnés, mais choisissez-en un qui réponde à votre peine. »

## Édition française
- Un fils, dans Maupassant, Contes et Nouvelles, tome I, texte établi et annoté par Louis Forestier, éditions Gallimard, Bibliothèque de la Pléiade, 1974  (ISBN 978-2-07-010805-3).